# 山田順子 (作家)

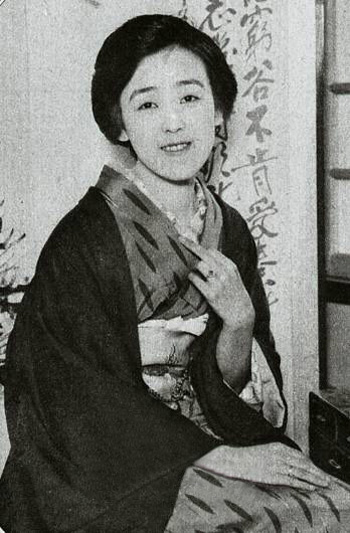
1927年（昭和2年）頃の山田順子

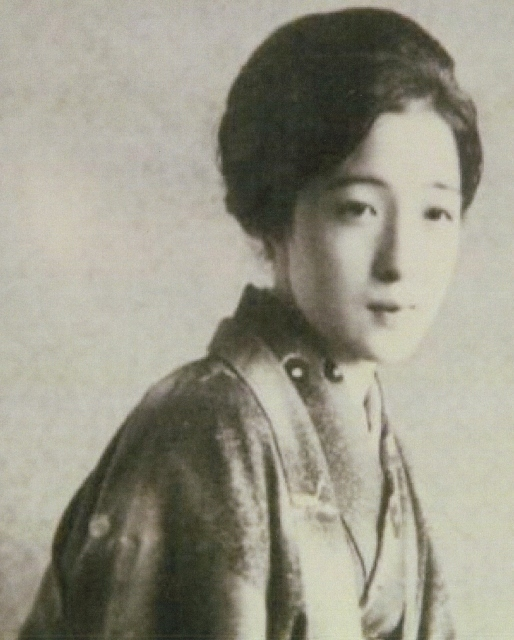
山田順子

山田 順子（やまだ ゆきこ、1901年6月25日 - 1961年8月27日）は、日本の小説家。徳田秋聲、竹久夢二などの愛人として知られる。

## 略歴
本名ユキ。秋田県由利郡本荘町（現由利本荘市）に廻船問屋の長女として生まれる。山田家は明治維新以前は本荘藩に仕える士族だったが、明治期に炭の商いから成功して金貸しなども手がけ、父親の代に廻船業に転じた。気丈で美貌の祖母を慕っていたが、順子が7歳のころにその祖母が投身自殺し、精神的に多大な影響を受ける。
秋田県立秋田高等女学校（現秋田県立秋田北高等学校）を卒業し、1920年に19歳で東京帝国大学出の弁護士増川才吉と結婚して小樽に住む。長女出産後、病で片方の乳房を失う。文学志望が強く、1924年（大正13年）に自作『水は流るる』を携えて上京し、徳田秋聲に師事する。その前年にたび重なる借金で負債を抱えていた夫が投機で失敗して破産しており、借金取りから逃れるため東京に移り住んだ。順子も子を連れてそれに合流していたが、夫婦仲は破綻し、1925年（大正14年）に離婚、3児を夫が引き取る（1926年に順子が取り戻す）。夫の増川は1926年に小樽の銀行から大金3万円を詐取持ち逃げした件で裁判沙汰となり、1927年に逃亡先の上海で逮捕される。
秋聲の門下生で劇作家の足立欽一の尽力で、足立の経営する出版社聚芳閣より1925年に『流るるままに』が上梓されると、夫と子供を捨てて我を通した女と攻撃され、扇情的な非難記事が増えていった。足立の愛人となり、また同書の装幀をした竹久夢二とも恋仲になり同棲するが、4か月で別れる。当時聚芳閣に勤務していた井伏鱒二は、自分が編集担当した本の表紙の欠点を順子に指摘され、その通りであったものの、順子に対して反感があったため腹が立ち、「少しは世間の評判を気にして、我が社にそう繁々出入りしないでほしい」と面罵したという。
1926年、妻が急死した秋聲の愛人となり、ジャーナリズムに「尊敬が恋に」と書きたてられ、秋聲は「元の枝へ」などの「順子もの」と呼ばれる30編近い短編を濫作した。順子は1926年（昭和1年）11月より雑誌『女性』に自叙伝「下萌ゆる草」を連載。その後、順子の娘・淑子が入門した舞踊家・藤間静枝（後の藤蔭静樹）の恋人で、若きマルキスト・文学者の勝本清一郎と恋に落ちる。1927年末、秋聲との正式結婚の直前、秋聲に家から追い出されて勝本の許へ奔るが、勝本とは1年で別れる。その間に勝本は、順子との恋を私小説『肉体の距離』として『三田文学』に発表する。当時の順子は艶やかな魅力に溢れた女性だったようで、吉屋信子は「鏑木清方の名作となった『築地明石町』の明治の美女の立姿にどこか彷彿としていた」と評し、「浮世絵から抜け出てきたようなたおやかな美しさに外人客が目を見張った」様子に触れ、徳田家に寄宿していた川崎長太郎は「彼女を散見する私は、ややもすれば幻惑され、射すくめられるやうな勝手を抱きがちであった」と述べている。1930年代には西銀座でバー「Junko」を経営した。
秋聲は1935年（昭和10年）に「順子もの」を集大成した『仮装人物』を完成し、掉尾を飾る私小説の代表作となった。1937年、順子は自分の言い分に耳を傾けずすべて否定する報道に対する抗議として『神の火を盗んだ女』を自費出版した。その後も細々と文筆活動を続け、1954年（昭和29年）1月に秋声との性交渉をも含めた自らの恋愛を公表した「秋声と女弟子」（『中央公論』文芸特集号）を発表した。書籍『女弟子』には2ヴァージョンあり、片方にのみ秋聲への恨みの念が描かれていた。『座談会明治文学史』で勝本は、秋聲から順子を押し付けられたと語っている。
生涯に10冊以上の単行本を出し、雑誌や新聞に数十篇の小説、エッセイを発表したが、秋聲の『仮装人物』で固定されてしまった順子像により、まともに批評されることはなかった。文学作品について語られることは少なく、スキャンダルをもって文学史上に名を残した女性である。

## 著書
- 『流るるままに』聚芳閣（1925年） 1999年、ゆまに書房より復刊
- 『苦悩を招くもの』上方屋書店（1934年）
- 『神の火を盗んだ女』紫書房（1937年）
- 『慾望と愛情の書』紫書房（1939年）
- 『愛と受苦』紫書房（1940年）
- 『私たちの観音さま』ゆき書房（1950年）
- 『女弟子』ゆき書房（1954年）
- 『女弟子 わが肉体と心情の遍歴』あまとりあ社（1955年）
- 『十七才の傾斜 その性の記録と行動から』久保書店（1961年）
- 『山田順子作品集 下萌ゆる草・オレンジエート』 龜鳴屋（2012年）